# Чушла
Чушла — посёлок в Таштагольском районе Кемеровской области. Входит в состав Коуринского сельского поселения.

## География
Центральная часть населённого пункта расположена на высоте 447 метров над уровнем моря.

## Население
По данным Всероссийской переписи населения 2010 года, посёлок Чушла не имеет постоянного населения.